# United Airlines Tournament of Champions 1984, парний розряд
В парному розряді жіночого тенісного турніру United Airlines Tournament of Champions 1984, що проходив у рамках Світової чемпіонської серії Вірджинії Слімс 1984, Клаудія Коде-Кільш і Гана Мандлікова виграли титул, у фіналі перемігши пару Енн Гоббс і Венді Тернбулл 6-0, 1-6, 6-3.

## Сіяні пари
| 1. Енн Гоббс / Венді Тернбулл (фінал) 2. Бонні Гадушек / Венді Проса (1-ше коло) | 1. Крістіан Жоліссен / Марселла Мескер (півфінал) 2. Клаудія Коде-Кільш </ Гана Мандлікова (чемпіонки) |

## Основна сітка

### Легенда
| - Q = Кваліфаєр - WC = Вайлд-кард - LL = Щасливий лузер | - Alt = Заміна - SE = Виняток - PR = Захищений рейтинг | - w/o = Без гри - r = Зняття - d = Присуджено перемогу |

|  | 1-ше коло | 1-ше коло                          | 1-ше коло | 1-ше коло | 1-ше коло |  |  | Півфінали | Півфінали                          | Півфінали | Півфінали | Півфінали |  |  | Фінал | Фінал                              | Фінал | Фінал | Фінал |  |
|  |           |                                    |           |           |           |  |  |           |                                    |           |           |           |  |  |       |                                    |       |       |       |  |
|  |           |                                    |           |           |           |  |  |           |                                    |           |           |           |  |  |       |                                    |       |       |       |  |
|  |           |                                    |           |           |           |  |  | 1         | Енн Гоббс Венді Тернбулл           | W-O       |           |           |  |  |       |                                    |       |       |       |  |
|  | 3         | Крістіан Жоліссен Марселла Мескер  | 6         | 6         |           |  |  | 3         | Крістіан Жоліссен Марселла Мескер  |           |           |           |  |  |       |                                    |       |       |       |  |
|  |           | Caryn Copeland-Wilson Лорі Макніл  | 4         | 3         |           |  |  |           |                                    |           |           |           |  |  | 1     | Енн Гоббс Венді Тернбулл           | 0     | 6     | 3     |  |
|  | 4         | Клаудія Коде-Кільш Гана Мандлікова | 6         | 6         |           |  |  |           |                                    |           |           |           |  |  | 4     | Клаудія Коде-Кільш Гана Мандлікова | 6     | 1     | 6     |  |
|  |           | Сенді Коллінз Елізабет Смайлі      | 0         | 0         |           |  |  | 4         | Клаудія Коде-Кільш Гана Мандлікова | 4         | 7         | 6         |  |  |       |                                    |       |       |       |  |
|  |           | Кеті Горват Вірджинія Рузічі       | 7         | 6         |           |  |  |           | Кеті Горват Вірджинія Рузічі       | 6         | 6         | 3         |  |  |       |                                    |       |       |       |  |
|  | 2         | Бонні Гадушек Венді Проса          | 5         | 3         |           |  |  |           |                                    |           |           |           |  |  |       |                                    |       |       |       |  |